# Sammie Moreels
Sammie Moreels (nacido el 27 de noviembre de 1965 en Gante) es un ciclista belga retirado, profesional entre los años 1989 y 1996.

## Palmarés
| 1987 (como amateur) - 1 etapa del Tour de Hainaut 1988 (como amateur) - 1 etapa del Circuito de la Sarthe 1989 - Gran Premio de Isbergues - 1 etapa del Tour de Vaucluse 1990 - 1 etapa de la Vuelta a Galicia | 1991 - Gran Premio Cholet-Pays de Loire - G. P. Kanton Aargau 1992 - Trofeo Laigueglia 1993 - Campeonato de Flandes - 1 etapa de la Vuelta a Andalucía |

## Resultados en las Grandes Vueltas y Campeonatos del Mundo
| Carrera         | 1989 | 1990 | 1991 | 1992  | 1993 | 1994 | 1995 | 1996 |
| --------------- | ---- | ---- | ---- | ----- | ---- | ---- | ---- | ---- |
| Giro de Italia  | -    | -    | -    | -     | -    | -    | -    | -    |
| Tour de Francia | -    | -    | Ab.  | 100.º | -    | -    | Ab.  | -    |
| Vuelta a España | -    | -    | -    | -     | -    | -    | -    | -    |
| Mundial en Ruta | 39.º | 41.º | -    | -     | -    | -    | -    | -    |

-: no participa

Ab.: abandono

## Equipos
- Lotto (1989-1992)
- WordPerfect (1993-1994)
- Lotto-Isoglass (1995)
- Palmans (1996)